# بیشه‌ران چکاوک‌نما
بیشه‌ران چکاوک‌نما یا بوته‌ران چکاوک‌نما (نام علمی: Coryphistera alaudina) گونه‌ای از پرندگان در زیرخانواده Furnariinae از خانواده تنورمرغان (Furnariidae) است که در آرژانتین، بولیوی، برزیل، پاراگوئه و اروگوئه یافت می‌شود.